# Chirala
Chirala är en stad i den indiska delstaten Andhra Pradesh, och tillhör distriktet Prakasam. Folkmängden uppgick till 87 200 invånare vid folkräkningen 2011, med förorter 162 471 invånare.